# Buikschub

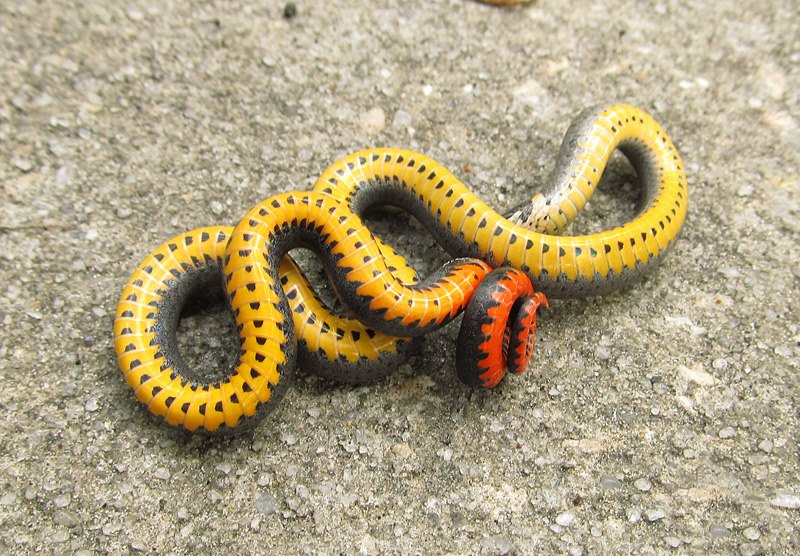
Buikschubben van de ringnekslang.

De buikschubben of ventrale schubben zijn de schubben aan de buikzijde van reptielen. Buikschubben komen voor bij hagedissen, slangen en krokodillen. Bij de schildpadden wordt gesproken van de buikschilden aangezien de huid bij deze dieren is vergroeid met de botten van het buikschild.
De buikschubben kunnen bestaan uit een enkele rij brede schubben, zoals bij veel slangen, of uit meerdere schubbenrijen naast elkaar zoals bij hagedissen gebruikelijk is. Het aantal (rijen) buikschubben kan een determinatiekenmerk zijn om verschillende soorten uit elkaar te houden.